# Le Terrible (S619)
Le Terrible (S619) es un submarino nuclear de misiles balísticos de la clase Le Triomphant de la Marine Nationale en servicio desde 2010.
Asignado al servicio en 2010, el submarino fue equipado desde el inicio de su vida con el misil M51, que sustituyó al M45. Su apostadero es la base naval de Île Longue, localizada en la región de Bretaña.
En 2017 Le Terrible recibió a bordo al presidente Emmanuel Macron y realizó el disparo simulado de un M51.